# Uranio-238
El uranio-238 (238U o U-238) es el isótopo de uranio más abundante en la naturaleza, con una abundancia relativa del 99.2745%. A diferencia del uranio-235, este isótopo no es fisible, por lo que no puede sostener una reacción en cadena en un reactor de neutrones térmicos. Sin embargo, es fisionable por neutrones rápidos y es fértil, lo que significa que puede transmutarse en plutonio-239 fisible. El uranio 238 no puede soportar una reacción en cadena porque la dispersión inelástica de neutrones reduce la energía de los neutrones por debajo del rango donde es probable la fisión rápida de uno o más núcleos de próxima generación. El ensanchamiento Doppler de las resonancias de absorción de neutrones del uranio 238, que aumenta la absorción a medida que aumenta la temperatura del combustible, también es un mecanismo de realimentación negativa esencial para el control del reactor.
Alrededor del 99.2745% del uranio natural es uranio-238, el cual tiene una vida media de 1.41×1017 segundos (4.468×109 años, o 4.468 miles de millones de años). Debido a su abundancia natural y vida media en comparación con otros radioisótopos, el uranio-238 produce aproximadamente el 40% del calor radiactivo producido dentro de la Tierra. La cadena de desintegración del uranio-238 aporta seis antineutrinos electrónicos por núcleo de este isótopo (uno por desintegración beta), lo que da como resultado una gran señal de geoneutrinos detectable cuando se producen desintegraciones dentro de la Tierra. La desintegración del uranio-238 en isótopos hijos se utiliza ampliamente en la datación radiométrica, en particular para materiales con una antigüedad superior a aproximadamente un millón de años.
El uranio empobrecido tiene una concentración aún mayor de este isótopo, e incluso uranio poco enriquecido, aunque tiene una mayor proporción de uranio-235, en comparación con el uranio empobrecido, sigue siendo principalmente uranio-238. El uranio reprocesado también contiene principalmente este isótopo, con aproximadamente tanto uranio-235 como uranio natural, una proporción comparable de uranio-236, y cantidades mucho más pequeñas de otros isótopos de uranio como el uranio-234, el uranio-233 y el uranio-232.

## Aplicaciones en la energía nuclear
En un reactor nuclear de fisión, el uranio-238 se puede utilizar para generar plutonio-239, que a su vez puede utilizarse como un arma nuclear o como un suministro de combustible para un reactor nuclear. Típicamente en un reactor nuclear, hasta un tercio de la energía generada proviene de la fisión de plutonio-239, que por lo general no se suministra directamente como combustible al reactor, sino que se produce a partir de uranio-238. Una cierta cantidad de plutonio-239 producido a partir de uranio-238 es inevitable dondequiera que esté expuesto a la radiación por neutrones. Dependiendo del grado de combustión nuclear y la temperatura neutrónica, diferentes porcentajes de plutonio-239 se convierten en plutonio-240, que determina el "grado" del plutonio producido, que va desde el grado de armas, pasando por el grado de reactor, hasta el plutonio con un alto contenido de 240
Pu que no puede ser utilizado en los reactores actuales que operan con un espectro de neutrones térmicos. Este último generalmente involucra combustible MOX "reciclado" usado que ingresó al reactor que contiene cantidades significativas de plutonio.[cita requerida]